# بلايريو 5190
بلايريو 5190 (بالإنجليزية: Blériot 5190)‏ هي طائرة قارب لنقل البريد، أحادية السطح، بأربع محركات، أنتِجت في فرنسا. من صناعة بلايريو ايروناتيك. كان أول طيران لها في 3 أغسطس 1933. دخلت الخدمة في 1935، انتهت خدمتها في 1937.